# Monodora laurentii
Monodora laurentii är en kirimojaväxtart som beskrevs av De Wild. Monodora laurentii ingår i släktet Monodora och familjen kirimojaväxter. Inga underarter finns listade i Catalogue of Life.